# A Modern Atalanta
A Modern Atalanta è un cortometraggio muto del 1912. Il nome del regista non viene riportato nei credit del film.

## Produzione
Il film fu prodotto dalla Vitagraph Company of America.

## Distribuzione
Distribuito dalla General Film Company, il film - un cortometraggio in una bobina - uscì nelle sale cinematografiche statunitensi l'8 novembre 1912 e in quelle del Regno Unito il 13 febbraio 1913.